# Forestal Mininco
La Forestal Mininco (de Empresas CMPC) es una empresa chilena dedicada a producción de madera, plantas y semillas con presencia en cinco de las 15 regiones de Chile además de operar en las provincias argentinas de Misiones y Corrientes a través de la empresa Bosques del Plata. 

## Historia
Forestal Mininco se funda en 1947, como un proyecto forestal de Fábrica textil Paños Bellavista de Tomé en la actual localidad de Mininco, comuna de Collipulli. Esta iniciativa se expande en el tiempo, pasando de 600 hectáreas a más de 3.000 durante la década de 1950. Producto de esta expansión, en 1957 el proyecto forestal es adquirido por la Compañía Manufacturera de Papeles y Cartones, actual CMPC.
En 2012, plantaciones de la Forestal Mininco en las comunas Carahue y Lumaco fueron afectadas por un incendio mayor, declarando un gerente de la empresa que "Hay antecedentes suficientes para entender que se trata de un acto intencional".